# San Juan Jicayán
San Juan Jicayán är en ort i Mexiko.   Den ligger i kommunen San Pedro Jicayán och delstaten Oaxaca, i den sydöstra delen av landet, 300 km söder om huvudstaden Mexico City. San Juan Jicayán ligger 224 meter över havet och antalet invånare är 1 925.
Terrängen runt San Juan Jicayán är huvudsakligen kuperad, men åt sydväst är den platt. San Juan Jicayán ligger nere i en dal. Runt San Juan Jicayán är det ganska tätbefolkat, med 111 invånare per kvadratkilometer. Närmaste större samhälle är Santiago Pinotepa Nacional, 15,7 km söder om San Juan Jicayán. Omgivningarna runt San Juan Jicayán är en mosaik av jordbruksmark och naturlig växtlighet.